# Formatie van Lonzée
De Formatie van Lonzée (afkorting: LON) is een geologische formatie in de ondergrond van de Belgische streek de Haspengouw in het westen van de provincie Luik, die in het gebied ten zuiden van Hannuit aan het oppervlak komt. De formatie heeft een ouderdom uit het Santoniaan (ongeveer 85 miljoen jaar oud; onderdeel van het Boven-Krijt). De formatie bestaat uit een afwisseling van kalkig zand, klei en silt, met daarin fossielen van schelpen en andere zeedieren.

## Lithologie
De Formatie van Lonzée bestaat grotendeels uit een afwisseling van groene, glauconiethoudende, zandige klei, groengrijze kalkareniet (zand), en groenige silt, alles doorwoven door lichtgekleurde laagjes mergel. De formatie is rijk aan fossielen van onder andere brachiopoden en sponsdieren. Ook zijn fossielen van gewervelde grotere zeedieren gevonden zoals schildpadden en mosasauriërs.
Aan de basis van de ligt een basisconglomeraat dat niet overal even goed ontwikkeld is. Karstverschijnselen in de formatie gaan vaak dieper door in onderliggende kalksteen uit het Devoon.

## Stratigrafie
De Formatie van Lonzée vormt in haar verspreidingsgebied de onderste afzetting uit het Krijt, die direct bovenop de Paleozoïsche sokkel van het Massief van Brabant is afgezet. Die gesteentelagen, voornamelijk uit het Siluur en Devoon, werden tijdens de Hercynische orogenese geplooid en overschoven. Het contact tussen het Krijt en het Paleozoïcum is daarom een discordantie. De Krijtlagen liggen met een geringe helling over de sokkel, zodat ze deze op het plateau geheel afdekken. Alleen op plekken waar beken scherpe dalen in het plateau gesleten hebben is het Krijt afwezig en komt het Paleozoïcum in de dalen aan het oppervlak.
De Formatie van Lonzée ligt onder jongere lagen uit het Krijt. Dit zijn in het verspreidingsgebied de formaties van Folx-les-Caves, Séron, en Gulpen. Op plekken waar deze formaties ontbreken kunnen boven op de Formatie van Lonzée ook direct de uit het Tertiair stammende formaties van Sint Huibrechts-Hern of Hannut liggen.